# Трес-де-Фебреро (округ)
Округ Трес-де-Фебреро (ісп. Tres de Febrero) — адміністративно-територіальна одиниця 2-ого рівня у провінції Буенос-Айрес в центральній Аргентині. Адміністративний центр округу — Касерос (ісп. Caseros).
Населення округу становить 340071 особу (2010). Площа — 45,36 кв. км.

## Історія
Округ заснований у 1959 році.

## Населення
У 2010 році населення становило 340071 особу. З них чоловіків — 161806, жінок — 178265.

## Політика
Округ належить до 1-ого виборчого сектору провінції Буенос-Айрес.